# Mario Chaldú
Mario Norberto Chaldú, né le 6 juin 1942 à Buenos Aires en Argentine et mort le 2 avril 2020 à Monte Grande (Argentine), est un joueur de football international argentin qui évoluait au poste d'attaquant.

## Biographie

### Carrière en club
Avec Banfield, Mario Chaldú remporte un titre de champion d'Argentine de deuxième division.
Avec le Racing Club, il se classe deuxième de la Supercoupe des champions intercontinentaux (Zone sud-américaine), derrière le club uruguayen du Club Atlético Peñarol.

### Carrière en sélection
Avec l'équipe d'Argentine, Mario Chaldú joue cinq matchs, sans inscrire de but, entre 1964 et 1966.
Il figure dans le groupe des sélectionnés lors de la Coupe du monde de 1966. Lors du mondial organisé en Angleterre, il ne joue aucun match.

## Palmarès
| Banfield - Championnat d'Argentine D2 (1) : - Champion : 1962. |  | Racing Club - Supercoupe des champions intercontinentaux : - Vice-champion : 1969. |